# Viken, Kungsbacka kommun
Viken är en bebyggelse i Onsala socken i Kungsbacka kommun, Hallands län. Området avgränsades fram till 2010 som en separat småort, från 2015 räknas det till tätorten Onsala. 